# Astkragen

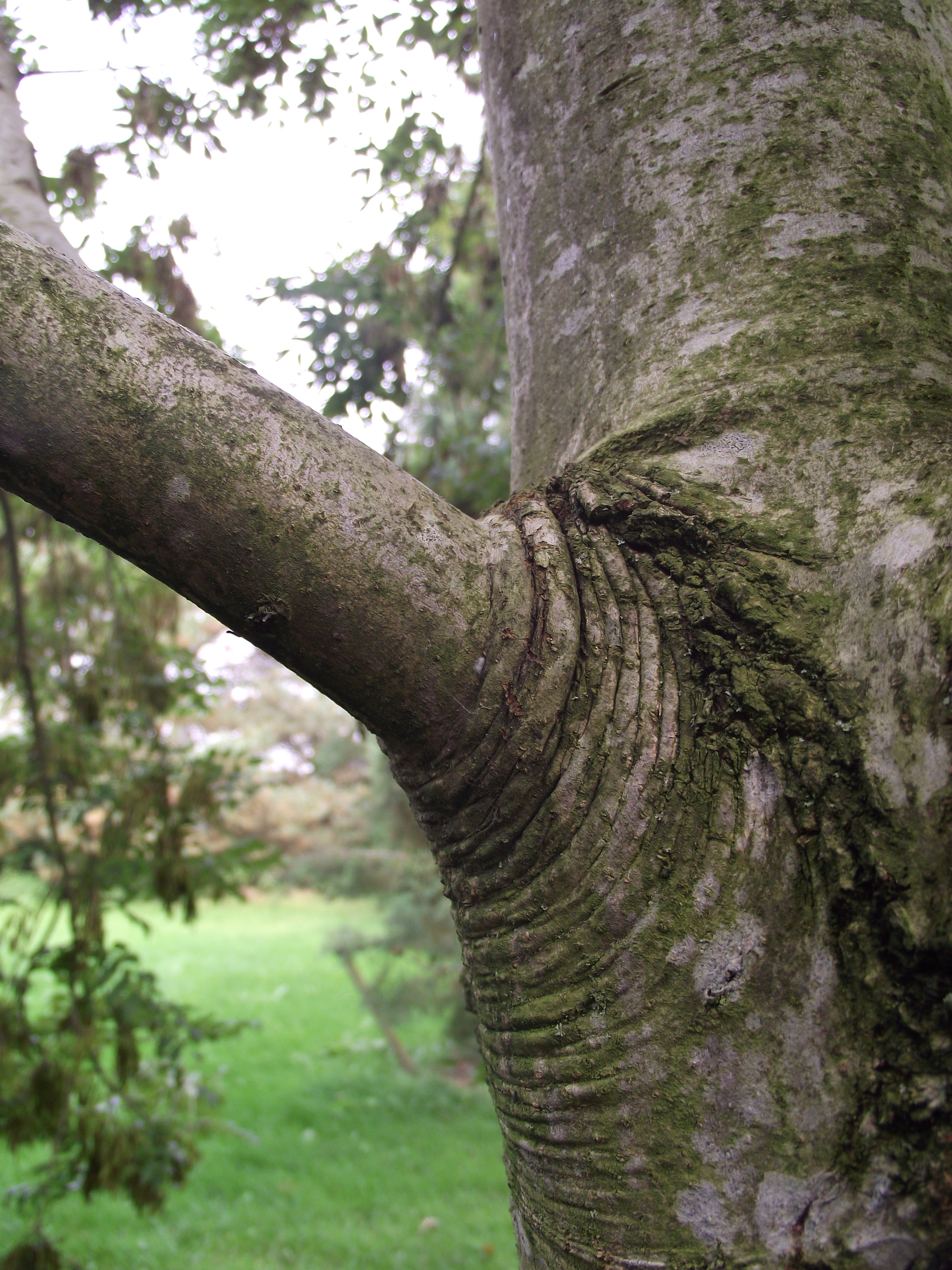
Astkragen

Ein Astkragen ist die recht kurze Ast-Ansatzstelle an der Basis zwischen Ast und Stamm und des später wulstig, verdickt darüberwachsenden Stammkragens, der vom Stammgewebe gebildet wird. In einer anderen Sichtweise wird die Ansatzstelle als Astkragen und das umfassende Stammgewebe als Stammkragen bezeichnet. Der Astring bezeichnet dann die Überlappung von Astkragen und Stammkragen.
Der Kragen ist dabei die Verbindung zwischen Ast und Stamm, an der Biege-, Druck- und Zugspannungen wirksam werden. Das Pflanzengewebe reagiert auf diese (wechselnden) Belastungen und Verletzungen daraus und verdickt diese Problemzonen, Druckspannungen am Innenradius der Biegung führen zur Faltung, Zugspannungen am Außenradius der Biegung zur Dehnung der die Nährstoffe führende Leitungsbahnen im Bastgewebe (Leitung meistens von der Krone in die Wurzeln). Durch die aus der Wundheilung resultierenden Verdickung wird zugleich die Spannungsfestigkeit erhöht und ein Abbrechen des Astes unter Spannung wird verhindert. Das Prinzip verbesserte die Stabilität des Astes.
Bei einigen Bäumen ist er kaum deutlich vom eigentlichen Ast zu unterscheiden. Der Astkragen stellt eine wichtige Schutzzone gegen Schädlinge, Pilze und Holzfäule für den Baum dar. Sie basiert bei Laubbäumen auf Phenolen und bei Nadelbäumen auf Terpenen. Wird der Astkragen, weggeschnitten entsteht eine mehr oder weniger große Wundholzleiste mit verschiedenen Überwallungsmustern.
Der Kalluskragen auch heilender Kragen oder Schulterholz hingegen ist eine rundliche Verdickung, die einen vom Baum natürlich abgestoßenen Ast umgibt→ Wundholz, Abschiedskragen.